# 동작 (철학)
동작은 동인에 의해 이루어지는 무언가이다. 일반 대화에서, 동작 용어는 행동 용어와 상호교환적으로 사용될 수 있다. 그러나, 동작의 철학, 행동 과학, 사회 과학에서는 구별된다: 동작은 의도적인 목적, 의식과 주관적으로 의미있는 활동으로 정의되고, 행동은 자동 및 반사 활동으로 정의된다. 따라서, 공을 던지는 것은 동작의 사례이다; 이는 의도, 목표, 행위자에 의해 유도되는 신체 운동을 포함한다. 한 편, 감기에 걸리는 것은 누군가에 의한 것이 아니라, 사람에게 일어나는 일이기 때문에 동작으로 간주되지 않는다.

## 같이 보기
- 동작 이론
- 동작주의
- 행위학
- 사회 동작
- 사회적 상호작용
- 애정 동작
- 도구 동작
- 전통 동작
- 가치합리 동작
- 통신 동작
- 극작 동작
- 상징 상호작용주의
- 집단 동작
- 스피노자의 철학